# یواس‌اس لکسینگتون (۱۸۶۱)
یواس‌اس لکسینگتون (۱۸۶۱) (به انگلیسی: USS Lexington (1861)) یک کشتی بود که طول آن ۱۷۷ فوت ۷ اینچ (۵۴٫۱۳ متر) بود.